# Romuald Sixtus Wegner
Romuald Sixtus Wegner FSC (* 29. August 1914 als Helmut Jakob Wegner in Ludwigshafen am Rhein; † 12. Februar 1945 in Manila, Philippinen) war ein deutscher Schulbruder und Märtyrer. 

## Leben
Helmut Jakob Wegner trat 1930 in das Juvenat der Schulbrüder im 1920 gegründeten Kloster Maria Tann in Unterkirnach ein. Nach dem Noviziat in Bad Honnef (unter dem Ordensnamen Romuald Sixtus) lernte er Englisch in Ceylon. Dann unterrichtete er an Ordensschulen der Ordensprovinz Penang. Mit dem Ausbruch des Zweiten Weltkriegs wechselte er an das Kolleg der Schulbrüder in das anfänglich neutrale Manila auf den Philippinen. Dort fiel er kurz vor Kriegsende mit 40 anderen einem Massaker durch die japanische Besatzungsmacht zum Opfer.

## Gedenken
Die Römisch-katholische Kirche in Deutschland hat Bruder Romuald Sixtus Wegner als Märtyrer in das deutsche Martyrologium des 20. Jahrhunderts aufgenommen.